# Gruppo Sportivo Calcio Banco di Roma
Il Gruppo Sportivo Calcio Banco di Roma, meglio conosciuto come G.S.C. Banco di Roma o Banco di Roma è stata una società calcistica con sede a Roma. 
Fondata nel 1970 è stata sciolta nel 1983. Nel 1982-1983, in virtù della retrocessione dell'Almas, è stata la terza squadra della Capitale dopo Lazio e Roma. In 13 stagioni sportive il club non è mai retrocesso di categoria.
Ha raggiunto come livello più alto la Serie C2, nella quale ha preso parte per 5 volte, ottenendo come miglior risultato un decimo posto.
I colori sociali erano il giallo e il rosso e disputava le sue gare interne al centro sportivo di Settebagni.

## Storia

La rosa del Banco di Roma 1977-1978 promosso in Serie C2

Fondata nel dopoguerra, nel 1970 si iscrisse in Prima Categoria regionale e nel 1972, con soli due campionati all'attivo, conquistò l'accesso in Promozione, il massimo livello regionale dell'epoca.
Dopo tre campionati di Promozione, nel 1974-1975 si classificò 2ª dietro la Fortitudo Campidoglio conquistando così la promozione in Serie D. Nella stessa stagione vinse anche la Coppa Italia Dilettanti battendo in finale per 2-0 ai tempi supplementari la Larcianese con doppietta del bomber Massimo Magni; nel turno precedente il Banco di Roma aveva ottenuto la vittoria a tavolino contro l'Angri in virtù dell'invasione di campo dei supporters campani.
Nel 1976-1977, in Serie D, si piazzò in 3ª posizione dietro Latina e Frosinone mentre l'anno successivo (1977-1978) arrivò 4ª ma venne ugualmente promossa tra i professionisti in virtù dell'allargamento dei quadri per la creazione della nuova Serie C2. Sempre nella stessa stagione, il Banco di Roma ottenne il suo miglior risultato nelle coppe arrivando sino agli ottavi di finale di Coppa Italia Semiprofessionisti e venendo sconfitto dalla Juve Stabia solamente ai tiri di rigore.
I giallorossi disputarono cinque stagioni consecutive in Serie C2, riuscendo sempre a mantenere la categoria. Nel luglio 1983 però la società decise di ritirarsi dal calcio, riversando i suoi sforzi al basket nella Virtus Roma.

## Colori e simboli

### Colori
I colori erano quelli della propria città, ovvero il giallo e il rosso. Negli ultimi anni della sua storia usò anche i colori simbolo del Banco di Roma, ovvero il blu e l'arancione.

## Strutture

### Stadio
Lo stadio era il campo principale del centro sportivo di Settebagni, che poteva ospitare fino a 7.000 posti a sedere tutti coperti. Posto al km 14,5 della via Salaria, a nord di Roma, il centro prese temporaneamente il nome di centro sportivo "Banco di Roma".

## Palmarès

### Competizioni nazionali
- Coppa Italia Dilettanti: 1

1974-1975

### Competizioni regionali
- Prima Categoria: 1

1971-1972

### Altri piazzamenti
- Serie D:

Terzo posto: 1976-1977 (girone F)
Promozione: 1977-1978 (girone F)
- Coppa Ottorino Barassi:

Finalista: 1975

## Statistiche e record

### Partecipazione ai campionati
Il Banco di Roma ha disputato 13 stagioni sportive a partire dall'esordio in Prima Categoria regionale nel 1970-1971, prendendo parte ad 8 campionati nazionali, di cui 5 tra i professionisti.

#### Campionati nazionali
| Livello | Categoria | Partecipazioni | Debutto   | Ultima stagione | Totale |
| ------- | --------- | -------------- | --------- | --------------- | ------ |
| IV      | Serie C2  | 5              | 1978-1979 | 1982-1983       | 8      |
| IV      | Serie D   | 3              | 1975-1976 | 1977-1978       | 8      |

#### Campionati regionali
| Livello | Categoria       | Partecipazioni | Debutto   | Ultima stagione | Totale |
| ------- | --------------- | -------------- | --------- | --------------- | ------ |
| I       | Promozione      | 3              | 1972-1973 | 1974-1975       | 3      |
| II      | Prima Categoria | 2              | 1970-1971 | 1971-1972       | 2      |